# Casa del Clot de les Monges (Lleida)
Casa del Clot de les Monges és una casa de Lleida protegida com a bé cultural d'interès local.

## Descripció
Edifici d'habitatges en cantonera, de planta baixa i quatre pisos a sobre d'uns baixos medievals. Façana amb un tipus d'obertura esvelta, de ritme simple i vertical. Les plantes es divideixen amb motllures i es remata l'edifici amb elements ornamentals. Escala amb cantonades de fusta i lloses de dibuixos i colors geomètrics i florals. Murs de càrrega amb obra arrebossada amb esgrafiats.

## Història
Baixos transformats i apuntalats amb desaparició dels remats de la façana, la qual fou restaurada amb pèrdua de les boles de remat. Encomanada per la senyora Enriqueta Bergós.